# Kanton Basse-Terre-2
Kanton Basse-Terre-2 (francouzsky Canton de Basse-Terre-2) byl francouzský kanton v departementu Guadeloupe v regionu Guadeloupe. Tvořila ho část obce Basse-Terre. Zrušen byl při reformě francouzských kantonů v roce 2014.